# Luke
Luke er et københavnsk band bestående af Tanja Thulau, Nikolaj Grandjean, Bastian Sjelbjerg og Jens Bjørkjær. Sangerinden Tanja Thulau har en fortid som korsanger hos Lex & Klatten (forløberen for Det Brune Punktum) og sangskriver/guitarist Nikolaj Grandjean stod bag flere af sangene på Marie Franks debutalbum Ancient Pleasures. Bandet består desuden af Bastian Sjelbjerg (bas) og Jens Bjørkjær (producer, sax, guitar, keyboards). Trommeslager Mikkel Hess valgte i august i 2006 at slutte samarbejdet med Luke.
Gruppens debutalbum Luke udkom i september 2002. Det modtog tre ud af seks stjerner i musikmagasinet GAFFA.
Albummet Nurse And Amaze udkom i 2004. Opfølgeren Guaratiba udkom i april 2006 og modtog tre ud af seks stjerner i GAFFA.

## Medlemmer
- Tanja Thulau
- Jens Bjørnkjær
- Nikolaj Grandjean
- Bastian Sjelberg

Tidligere medlemmer
- Mikkel Hess

## Diskografi
- Luke (2002)
- Nurse And Amaze (2004)
- Guaratiba (2006)